# Chè đuôi lươn
Chè đuôi lươn hay sum nguyên, sum lông, sum, hồng đạm lá nguyên, ngầu nền xà (danh pháp hai phần: Adinandra integerrima) là loài thực vật thuộc họ Chè. Loài này đang bị đe dọa mất môi trường sống.